# علم الأحياء النمائي التطوري
علم الأحياء النمائي التطوري (بالإنجليزية: Evolutionary developmental biology، ويسمى أحيانًا "evo-devo" بشكل غير رسمي) هو أحد فروع علم الأحياء وهو يقارن بين العمليات النمائية في المتعضيات المختلفة لتحديد العلاقات السلفية بينها، ولاكتشاف كيف تطورت تلك العمليات النمائية. يعالج هذا العلم أصل عملية النمو الجنيني وتطورها؛ ببحث كيف أسفر تغيير طريقة النمو والعمليات النمائية عن إنتاج خصائص مميزة، مثل تطور الريش، ودور التكيفية النمائية في التطور، وكيف تؤثر البيئة على النمو والتغيرات التطورية، والأساس النمائي للمظاهأة والتنادد.
بالرغم من أن الاهتمام في العلاقة بين علم التنشؤ وعلم الوراثة العرقي يعود إلى القرن التاسع عشر، إلا أن علم الأحياء النمائي التطوري المعاصر قد دُفع زخمه بعد اكتشاف المورثات التي تقنن عملية النمو الجنيني في النماذج الحية. بقيت الفرضيات العامة صعبة الاختبار لأن المتعضيات تختلف كثيرًا في أشكالها وهيئاتها.
مع ذلك يبدو الآن أنه كما يميل التطور إلى خلق مورثات جديدة من أجزاء من مورثات قديمة، فإن علم الأحياء النمائي التطوري يظهر أن التطور يغير العمليات النمائية لإنشاء تركيبات جسدية جديدة ومميزة بناءً على شبكات المورثات القديمة (مثل انحراف التراكيب العظمية في الفك السفلي لتكوين عظيمات الأذن الوسطى) وأن التطور يمكن أن يحافظ على تشابه برنامج ما في مجموعة من المتعضيات (مثل مورثات نمو العين في الرخويات، والحشرات، والفقاريات).

كان معظم الاهتمام بداية ينصب على أمثلة التنادد في الآليات الخليوية والجزيئية التي تضبط شكل الجسم ونمو الأعضاء، لكن الأساليب الأحدث تشمل التغيرات النمائية المرتبطة بالانتواع.
يتميز هذا المجال ببعض المفاهيم الرئيسية، من بينها التنادد العميق، وهو اكتشاف أن الأعضاء غير المتشابهة، كعيون الحشرات، والفقاريات والرخويات رأسيات الأرجل، التي اعُتقد لأمد طويل أنها تطورت بشكل منفصل، تنظمها نفس المورثات، مثل (pax-6) من مجموعة أدوات علم الأحياء النمائي التطوري الجينية، وتُعتبر هذه الجينات قديمة لكن محفوظة بعناية على مستوى الشُعب، فهي تولّد النماذج الزمانية والمكانية التي تشكّل الجنين، والخطة الجسمية للكائن الحي في النهاية.
بالإضافة إلى مفهوم أن الأنواع لا تختلف كثيراً بالطريقة التي تنظم فيها جينات مجموعة الأدوات التعبير الجيني، والتي يُعاد استخدامها دون تبدّل لمرات عديدة في أجزاء مختلفة من الجنين عند مراحل مختلفة من التطور، ما يشكّل شلالاً معقداً من التنظيم، بتفعيل وتثبيط الجينات المنظمة الأخرى بالإضافة إلى الجينات البنيوية وفق نموذج دقيق، وتفسر إعادة الاستخدام المتكررة ومتعددة الشكل الظاهري لمَ تكون هذه الجينات محفوظة بشكل كبير، إذ قد يتبع أي تغير عواقب وخيمة سيعارضها الاصطفاء الطبيعي.
وتنتج خواص شكليّة جديدة وفي النهاية أنواع جديدة جراء تغيرات في مجموعة الأدوات، إما عندما يتم التعبير عن الجينات وفق نمط جديد، أو عندما تكتسب جينات مجموعة الأدوات وظائف إضافية، ومن الاحتمالات المسببة الواردة الأخرى النظرية اللاماركية الجديدة، والتي تشير إلى أن التغيرات التخلفية المتوالية تتوحد لاحقاً على مستوى جيني، وهو أمر ربما كان مهماً في بدايات تاريخ الحياة متعددة الخلايا.

## تاريخ علم الأحياء النمائي التطوري

### نظرية التلخيص
اقترح إتيين سير بين عامي 1824 و1826 نظرية تلخيص للنماء التطوري، مردداً أفكار يوهان فريدريش ميكل لعام 1808، فناقش كلاهما أن أجنة الحيوانات (العليا) لخّصت أو خضعت لسلسة من المراحل التي شابه كل منها حيواناً ما أدنى مرتبة على السلسلة العظمى للوجود، فعلى سبيل المثال، كان دماغ جنين الإنسان يُشبه ذاك الخاص بالسمكة بدايةً، ومن ثم أصبح يشبه دماغ الزواحف، فالطيور، فالثديات قبل أن يأخذ هيئته البشرية الواضحة.
ولكن عالم الجنين كارل إيرنيست فون باير عارض ذلك، مناقشاً عام 1828 بعدم وجود تتالٍ خطّي كما افتُرض في السلسة العظمى للوجود بناء على خطة جسدية منفردة، وإنما عملية تخلّق متوالٍ تتمايز فيها البنى، فميّز فون باير عوضاً عن ذلك أربع خطط جسدية مختلفة لدى الحيوان: وهي الشعاعية، كما لدى نجم البحر، والرخوية، كما في حالة المحار، والمُمَفصلة كما لدى الكركند، والففقارية مثل الأسماك، بعد ذلك أهمل علماء الحيوان نظرية التلخيص كثيراً، بيد أن إيرنيست هيكل أعاد إحياءها عام 1866.

### المورفولوجيا التطورية
واجه علم الأجنة أحجية منذ بدايات القرن التاسع عشر وخلال معظم القرن العشرين، إذ لوحظ تطوّر الحيوانات لكائنات بالغة بخطط جسدية واسعة التنوع، غالباً من خلال مراحل متشابهة انطلاقاً من البيضة، لكن لم يعرف علماء الحيوان أي شيء تقريباً عن كيفية ضبط التطور الجنيني على مستوى جزيئي، وبالتالي كانوا على دراية محدودة عن كيفية تطور العمليات التطورية، من جهة أخرى ناقش تشارلز داروين أن البنية الجنينية المشتركة اقتضت ضمنها سلفاً مشتركاً.
وبالتالي حوّل علم الحيوان خلال القرن التاسع عشر علم الجنين لعلم تطوري، يربط بين تطور السلالات وتنادد طبقات الخلايا الجنسية للأجنة، واقترح بعض علماء الحيوان بما فيهم فريتز مولر استخدام علم الجنين لاكتشاف العلاقات بين الأصانيف من ناحية تطور السلالات، كما لاحظ مولر أنه لابد أن الاصطفاء الطبيعي يؤثر على اليرقات أيضاً، وليس الكائنات البالغة فحسب، على عكس نظرية التلخيص التي ستتطلب حماية الأشكال اليرقية من الاصطفاء الطبيعي.
وقد نجحت اثنتان من أفكار هيكل عن تطور النماء أكثر من نظرية التلخيص، فناقش في سبعينيات القرن التاسع عشر أن تغيرات التوقيت (اختلاف التزامن)، والتموضع ضمن الجسم (اختلاف التماكن) لجوانب النماء الجنيني سيقود التطور بتغيير شكل جسد النسل مقارنة بالسلف، ولم تتبين صحة هذه الأفكار حتى انقضاء قرن كامل على ذلك.

## المبادئ الأساسية
نظرية التطور التي وضعها تشارلز دارون ترتكز على ثلاثة مبادئ: الاصطفاء الطبيعي، والوراثة، والتنوع. كانت المبادئ التي تقوم عليها الوراثة والتنوع غير مفهومة كليًا في زمن دارون، لكن في أربعينات القرن العشرين استخدم علماء الأحياء مبادئ علم الوراثة التي وضعها غريغور مندل لتفسير المبدئين، مما أنتج الاصطناع التطوري الحديث. لكن فهم الأسس الجزيئية للآليات النمائية لم يتكون إلا في الثمانينات والتسعينات من القرن عندما جُمعت بيانات السلاسل الجزيئية المقارنة بين أنواع مختلفة من المتعضيات.
حاليًا أصبحت كيفية وقوع الطفرات الوراثية مفهومة جيدًا، لكن الآليات النمائية ليست مفهومة بالقدر الكافي لتقدير أنواع تغيرات النمط الظاهري التي يمكن أن تطرأ في كل جيل بسبب التغير في السلاسل الوراثية. يدرس علم الأحياء النمائية التطورية كيف تحدد ديناميكا النمو التغير في النمط الظاهري الذي ينشأ من التغير الوراثي، وكيف يؤثر ذلك في التطور الظاهري (خاصة في اتجاهه). كما أن علم الأحياء النمائي التطوري يدرس في الوقت ذاته كيف يتطور النمو نفسه.
لذلك فإن أصول علم الأحياء النمائي التطوري تأتي من تقدم تقنيات علم الأحياء الجزيئي في مجال النمو، إضافة إلى الإدراك الكامل لقصور الدارونية الجديثة التقليدية في مجال تطور النمط الظاهري. يرى بعض الباحثين في علم الأحياء النمائي التطوري أنهم يحسنون الاصطناع الحديث بتضمينه في اكتشافات علم الوراثة الجزيئي وعلم الأحياء النمائي.
علم الأحياء النمائي التطوري ليس فرعًا موحدًا بعد، لكن يمكن التفرقة بينه وبين الاتجاهات السابقة في التعامل مع النظرية التطورية من خلال تركيزه على بضعة أفكار مركزية. إحدى تلك الأفكار هي الجزئية (modularity)، وهي تشير إلى المفهوم المعروف منذ مدة والذي يقضي بأن أجسام النباتات والحيوانات جزئية؛ أي أنها مرتبة في أجزاء (modules) متباينة نمائيًا وتشريحيًا. عادة ما تتكرر هذه الأجزاء، مثل الأصابع، والأضلاع، وعقل الجسد. يبحث علم الأحياء النمائي التطوري عن الأساس الوراثي والتطوري لانقسام الجنين إلى أجزاء حيوية مختلفة، وعن أساس النمو شبه المستقل لتلك الأجزاء.
من تلك الأفكار المركزية كذلك فكرة أن بعض منتجات المورثات تعمل بدور المفاتيح للتشغيل والتعطيل بينما تعمل منتجات أخرى بدور إشارات قابلة للانتشار. تحدد المورثات البروتينات، ويكون بعضها مكونًا بنيويًا للخلايا، ويكون بعضها إنزيمات تضبط مسارات حيوكيميائية متعددة في الكائن الحي. افترض معظم علماء الأحياء العاملين في حدود الاصطناع الحديث أن المتعضية هي انعكاس مباشر للمورثات التي تكوّنها. تغيير المسارات الحيوكيميائية الموجودة، أو تطور مسارات جديدة (وتطور أنواع جديدة من المتعضيات أخيرًا) يعتمد على طفرات وراثية معينة. لكن في 1961 اكتشف جاك مونو، وجون بيير شانجو، وفرنسوا جاكوب مورثة معينة في البكتيريا الإشريكية القولونية لا تؤدي وظيفتها إلا عندما «يشغلها» حافز بيئي. اكتشف العلماء لاحقًا مورثات في حيوانات عدة تشمل مجموعة من المورثات التي تحتوي سلسلة العلبة المثلية (homeobox) والتي تسمى مورثات Hox، وهي تؤدي دور المفتاح لمورثات أخرى، ويمكن أن تحثها نواتج مورثات أخرى مثل محدثات التخلق (morphogen) التي تعمل بشكل مضاهئ للمحفزات الخارجية في البكتيريا. جذبت هذه الاكتشافات انتباه علماء الأحياء إلى حقيقة أن المورثات بمكن أن تشغل وتطفأ بدلًا من كونها تعمل دائمًا، وأن المتعضيات شديدة الاختلاف (ذباب الفاكهة والإنسان على سبيل المثال) يمكن أن تستخدم المورثات ذاتها في التخلق الجنيني (مثل مورثات «العدة الوراثية النمائية») وأن الاختلاف يكمن في تنظيمها فقط.
كذلك فإن هيئات الكائنات يمكن أن تتأثر بطفرات في المناطق المحفزة في المورثات؛ وهي سلاسل الدنا التي ترتبط عندها منتجات بعض المورثات لتتحكم في نشاط عمل المورثة المنتجة نفسها أو مورثة أخرى، وليس فقط السلاسل التي ترمّز للبروتين. يشير هذا الاكتشاف إلى أن التمييز الجوهري بين الأنواع المختلفة من الكائنات (حتى بين مراتب تصنيفية مختلفة) قد لا يكون نتيجة الاختلاف في محتواها من منتجات المورثات بقدر ما هو نتيجة للاختلافات المكانية والزمانية في التعبير عن السلاسل المحفوظة. الفكرة التي تنبني ضمنيًا والتي تقضي بأن التغيرات التطورية الكبيرة في تشكل الجسم مرتبطة بتنظيم المورثات بدلًا من تطور مورثات جديدة، تشير هذه الفكرة إلى أن مورثات العلبة المثلية وغيرها من مورثات «المفاتيح» قد تلعب دورًا جوهريًا في التطور، مما يختلف بعض الشيء مع الاصطناع الداروني الحديث.
مما يركز عليه علم الأحياء التطوري كذلك هو التكيفية النمائية، وهي أساس فهم أن الأنماط الظاهرية للكائنات لا تحددها أنماطها الوراثية وحدها. إذا كان تكوين الأنماط الظاهرية عملية شرطية تعتمد على مدخلات خارجية أو بيئية، فإن التطور يمكن أن يسلك طريق «النمط المظهري أولًا»، ويتبعه التغير الوراثي. اقترحت عالمة علم الأحياء النظري ماري جين في كتابها تكيفية النمط الظاهري والتطور (Developmental plasticity and evolution) الصادر عام 2003.

## ضبط بنية الجسم

### التنادد العميق
تعطي البيوض كروية الشكل تقريباً لمختلف الحيوانات أجساماً متفارقة كثيراً، من قنديل ماء لكركند، ومن فراشة لفيل، وتتشارك العديد من هذه الكائنات الحية الجينات البنيوية نفسها للبروتينات البانية للجسم مثل الكولاجين والإنزيمات، ولكن علماء الأحياء كانوا قد توقّعوا امتلاك كل مجموعة من الحيوانات قواعدها النمائية الخاصّة، فكانت مفاجأة علم الأحياء النمائي التطوري بأن نسبة ضئيلة من الجينات تتحكم بأشكال الأجسام، وأن هذه الجينات المنظّمة قديمة وتتشارك بها جميع الحيوانات، فلا تمتلك الزرافة جينة ترمز لرقبتها الطويلة، بقدرما لا يمتلك الفيل جينة لجسمه الضخم، وإنما تتشكل أجسامهما على هذا النسق بواسطة نظام تفعيل يسرّع أو يؤخر نماء الصفات المختلفة، ويحدد موقع ظهورها على الجنين ومدة استمرارها.

### مجموعة أدوات الجينات
يتحكم قسم صغير من هذه الجينات الموجودة في جينوم الكائن الحي بنمائه، وتُسمى بمجموعة الأدوات النمائية الجينية، وهي مصونة بشكل كبير على مستوى الشُعب، ما يعني أنها قديمة ومشتركة لدى مجموعات متباعدة كثيراً من الحيوانات، وتؤثر الاختلافات في انتشار جينات مجموعة الأدوات في الخطة الجسدية وعدد أجزاء الجسم، وتطابقها ونمطها، وعادة ما تكون معظم هذه الجينات جزءاً من مسارات تأشير، فترمّز لعوامل انتساخ، وبروتينات التصاق الخلوي، وبروتينات مستقبلات على أسطح الخلايا، وربائط التأشير التي ترتبط بها، ومُحدثات تخلق مُنفرزة تنتشر على طول الجنين، وتساهم جميع العوامل السابقة في تحديد مصير الخلايا غير المتمايزة في الجنين، وتولّد مجتمعة أنماط زمانية ومكانية تعيّن شكل الجنين، وفي النهاية الخطة الجسدية للكائن الحي.
ومن أهم جينات مجموعة الأدوات جينات الهوكس، والتي تحدد مواضع نمو الأجزاء المتكررة، مثل الفقرات العديدة للأفاعي، في جنين أو يرقة قيد النمو،[7] كما توجد هذه الجينات في النباتات، ما يشير إلى كونها مشتركة لدى جميع حقيقيات النوى.

### أصول التجديد
لعلّ أحد أكثر نتائج البحث الحديث في علم الأحياء التطوري النمائي مفاجأةً وربما مخالفةً لما هو بديهي، هو أن التنوّع في خطط الأجساد ومورفولوجيا الكائنات الحية لدى العديد من الشُعب لا يقابله بالضرورة تنوّع على مستوى تتالي الجينات، بما يتضمن تلك الخاصة بمجموعة الأدوات الجينية وغيرها مما يساهم في النماء، وبالفعل لاحظ جون جيرهارت ومارك كيرشنر تناقضاً واضحاً، ففي أكثر المواقع التي توقعا إيجاد تنوع فيها، وجدا احتفاظاً وانعداماً في التغيير، فتبين بالتالي أن التجديد المورفولوجي بين الفروع الحيوية قد ينشأ من تغيرات مدفوعة بطفرات في التنظيم الجيني عوضاً عن الجينات ذاتها.

## مواضيع متعلقة
- علم الأحياء النمائي
- علم الأحياء التطوري
- التطورية
- تنشؤ الفرد
- تأشير الخلية
- توصيل الإشارة
- عامل نسخ
- إيفا جابلونكا